# Liste der Ehrenbürger von Krefeld
Dies ist die Liste der Ehrenbürger von Krefeld. Die Stadt Krefeld hat folgenden Personen das Ehrenbürgerrecht verliehen, die hier chronologisch nach dem Datum der Verleihung aufgelistet werden:

## 19. Jahrhundert
- Johann Heinrich Gottfried Reinarz (1796–1875)[1], Landdechant (7. Oktober 1863)[2]
- Friedrich August Märklin (1819–1901), Arzt (11. Februar 1875)[3]
- Friedrich Christian Roos (1827–1882), Geheimer Regierungsrat, Bürgermeister von Krefeld von 1871 bis 1873 und Oberbürgermeister von Krefeld von 1873 bis 1881

## 20. Jahrhundert

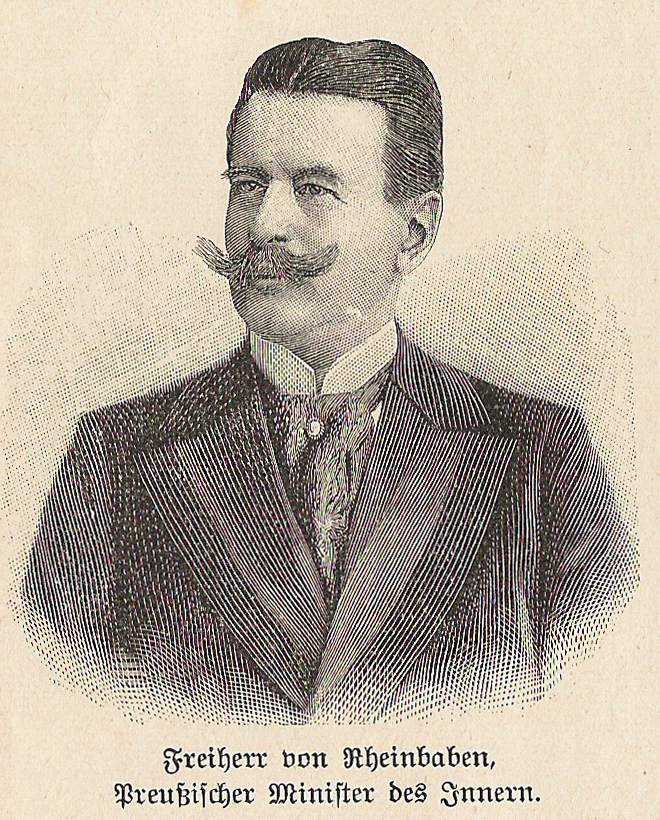
Georg von Rheinbaben 1901

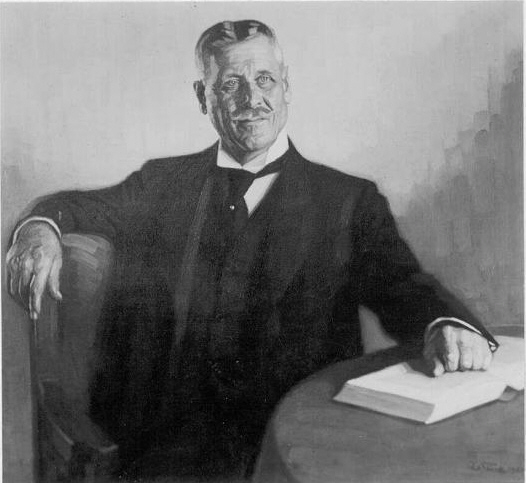
Edmund ter Meer 1922

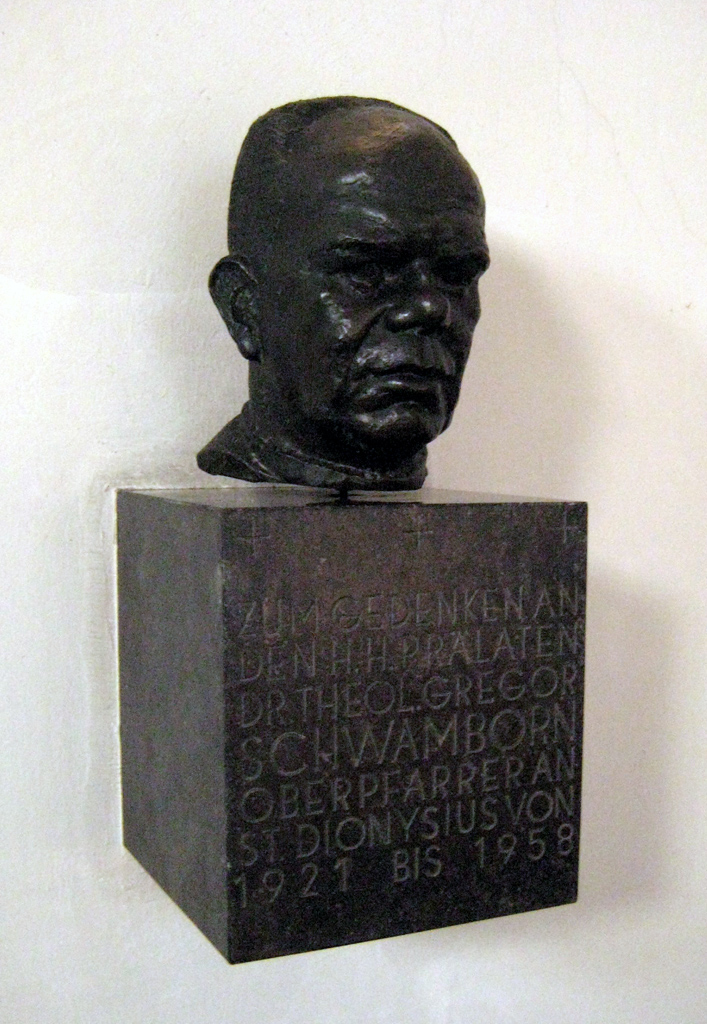
Bronzebüste Gregor Schwamborns

- Emil de Greiff (1837–1917), Beigeordneter (31. Oktober 1907)[4]
- Fritz de Greiff (1839–1915), Beigeordneter, (30. März 1915)[5]
- Georg von Rheinbaben (1855–1921), preußischer Politiker (27. März 1918)
- Edmund ter Meer (1852–1931), Chemiker und Unternehmer (29. Juli 1922, Uerdingen)
- Heinrich Theißen (1857–1945), Stadtverordneter und Beigeordneter in Uerdingen (30. Juni 1927, Uerdingen)[6]
- Johannes Johansen (1870–1945), Oberbürgermeister von Krefeld von 1911 bis 1930 (30. Mai 1930)[7]
- Friedrich Aldehoff (1868–1951), Bürgermeister von Uerdingen von 1901 bis 1923 (1938, Uerdingen)[8]
- Gregor Schwamborn, Oberpfarrer an St. Dionysius in Krefeld von 1921 bis 1958 (27. Juli 1950)[9]
- Eugen Angerhausen (1878–1965), Bankdirektor und Stadtrat (11. Juli 1963)[10]
- Otto Brües (1897–1967), Schriftsteller (23. Februar 1967)[11]
- Josef Hellenbrock (1900–1977), SPD-Politiker (28. Mai 1970)[12]
- Margarete Engländer (1895–1984), CDU-Politikerin (24. April 1973)[13]
- Paul Wember (1913–1987), Krefelder Museumsdirektor, (16. Juli 1986)[14]
- Lore Cattepoel (1910–2003), CDU-Politikerin (18. November 1988)[15]
- Aurel Billstein (1901–1996), KPD-Politiker und Gewerkschafter (14. September 1990)[2]
- Adolf Luther (1912–1990), Künstler (20. September 1990)[2][16]

## 21. Jahrhundert
- Hansheinz Hauser (1922–2020), Oberbürgermeister von Krefeld von 1968 bis 1982 (9. September 2002)[17]
- Helga Lauffs, Kunstsammlerin (1. Juli 2005)[2]
- Dieter Pützhofen (14. Mai 1942), Oberbürgermeister von Krefeld 1982 bis 1989 und 1994 bis 2004 (24. März 2023)[18][19]